# Maniltoa brevipes
Maniltoa brevipes là một loài thực vật có hoa trong họ Đậu. Loài này được A.C.Sm. miêu tả khoa học đầu tiên.